# Рахманін Євген Володимирович
Рахманін Євген Володимирович (нар. 9 травня 1993, Енергодар, Україна) — оперний співак (бас).

## Життєпис
Народився 9 травня 1993 року в місті Енергодар Запорізької області. Першу музичну освіту здобував в Енергодарській музичній школі з 2000 по 2009 роки, навчаючись на вокально-хоровому, фортепіанному та духовому відділеннях. З дитинства займався співом, опановував гру на фортепіано та саксофоні.
У 2009—2013 роках навчався в коледжі при Київському Інституті музики ім. Р. М. Глієра (проф. Буймістер В. Г.). У 2013—2020 роках навчався у Національній музичній академії України ім П. І. Чайковського (проф. Буймістер В. Г., з 2017 року — проф. Мокренко А. Ю.). Під час навчання виконував близько десяти другорядних та головних оперних ролей у виставах поточного репертуарі оперної студії консерваторії.
З 2011 по 2015 роки працював солістом Київського театру мюзиклу Comme il Faut, де виконував провідні ролі з найвідоміших мюзиклів світу. З 2015 по 2017 рік працював артистом хору в Київському Національному академічному театрі оперети. У 2017—2020 роках займав посаду артиста хору в Національній опері України.
У складі хору Національної опери України брав участь у мистецьких акціях в рамах міжнародного проекту «Шляхи дружби» за участі Рікардо Муті та Джона Малковича в Києві та Равенні (Італія).

### Партії
- Фігаро та Антоніо з опери «Весілля Фігаро»;
- Граф Аздрубалє з опери «Пробний камінь»;
- князь Гремін, Зарецький та Ротний з опери «Євгеній Онєгін»;
- Собакін з опери «Царева наречена»
- Старий циган з опери «Алєко»
- Генрі з опери-нуар «Доля Доріана» та інші.

### NOVA OPERA
З 2015 року веде активну творчу та гастрольну діяльність як соліст формації молодих українських митців NOVA OPERA.
Гастролі у складі формації Nova Opera у Данії, Голландії, Македонії, Австрії, Франці, Сполучених Штатах, Польщі. Були запрошені на такі фестивалі сучасного мистецтва: Operadagen Rotterdam 2018, Prototype festival 2018 (Нью-Йорк), KODY festival (Люблін, The Gdansk Shakespeare Festival (Гданськ).
Також мали виступи на таких сценах як скляний зал Віденської філармонії, зал Kortot у Парижі, Македонський театр опери та балету, Національна опера України, театр Шекспіра у Гданську, театр NOW та театр La Mamma на Мангеттені.
У 2015 році брав участь у створенні опери «Йов», виконавши одну з партій.
В 2016 брав участь у створенні опери-цирк «Вавилон», композиторів Іллі Разумейко та Романа Григоріва, режисер Влад Троїцький. У 2017 р. брав участь у створенні опера-балет «Ark», композитори Ілля Разумейко та Роман Григорів, режисер Влад Троїцький, хореограф Оскар Шакон.
У 2018 році опера «IYOV» увійшла у топ 10 найкращих опер світу за версією Theatre Now New York. У 2018 р. брав участь у створенні перформансу «Air», композитор П'єр Тілуа, режисер Влад Троїцький, за участі: Dakh Daughters, NOVA OPERA, Національний президентський оркестр, диригент Гаст Вальтціг. У 2019 р. брав участь у створенні опери «Ґаз» (композитори — Ілля Разумейко та Роман Григорів).
Одна з вистав формації Nova Opera — «Iyov» — увійшла до топ-10 кращих сучасних опер світу за версією конкурсу Music Theater NOW (серед 436 учасників з 55 країн).
У 2020 році опера-реквієм «Йов» здобула Шевченківську премію у номінації «Театральне мистецтво».

### Інші проєкти
У серпні-вересні 2018 року брав участь у постановці опери Моцарта «Don Giovanni» в рамах міжнародного проекту Music overcomes walls, де виконував партії Мазетто та Командора у співпраці з всесвітньо відомим оперним режисером Торстеном Келле.
У 2018 році керівниками проекту Open Opera Ukraine був затверджений на роль Поліфема у майбутній постановці опери «Ацис та Галатея», яка відбулась в жовтні 2019 року. В рамках цього ж проекту брав участь у майстер-класах Ольги Пасічник та у концерті Юрія Міненка.
З 2019 року є учасником молодіжної оперної програми при Варшавській опері «Akademia Operowa». У 2020 році є стипендіатом піврічної програми Міністра культури і національної спадщини Республіки Польща «Gaude Polonia» (науковий керівник — Ольга Пасічник).
У 2020 році став фіналістом міжнародного фестивалю старовинної музики, що відбувається в австрійському місті Інсбрук — Innsbrucker Festwochen der Alten Musik.
У 2020 році виборов третє місце на ІІІ Міжнародному конкурсі вокалістів «Пам'яті Мусліма Магомаєва», який проводився в місті Трускавець.
У 2023 році гурт «Mavka» випускає альбом «Rusalii», створений ще у 2021 році на основі недописаної опери Миколи Леонтовича «На русалчин Великдень». Басові вокальні партії в цьому альбомі виконує Євген Рахманін.